# Manuel Cisneros Sánchez
Manuel Cisneros Sánchez (1 de novembro de 1904 - 14 de setembro de 1971) serviu como primeiro-ministro do Peru por dois mandatos e também deu início ao Movimento Democrático Pradista.